# Сибирский военный округ

Краснознамённый Сиби́рский вое́нный о́круг (СибВО) — расформированное оперативно-стратегическое территориальное объединение Вооружённых Сил Российской Федерации (ВС России) ранее — Вооружённых Сил СССР и Русской императорской армии). Также носил названия Западно-Сибирский военный округ (ЗапСибВО) и Омский военный округ. Существовал в период с 1865 года по 2010 год с небольшими перерывами.
Впервые сформирован Указом императора Александра II как Западно-Сибирский военный округ в 1865 году. В 1998 году в результате объединения Забайкальского военного округа и Сибирского военного округа был образован новый военный округ, который, юридически являясь преемником Забайкальского, получил название Сибирский военный округ. В 2010 году Сибирский военный округ был расформирован, а его территория вошла в Центральный и Восточный военные округа.
Управление округа в разное время находилось в Новосибирске, Омске и Чите.

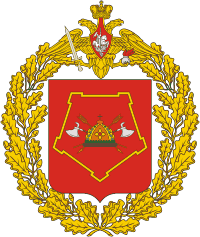
Эмблема Сибирского военного округа

## История

### СибВО в Российской империи
Образован с соответствии с Указом императора Александра II от 6 августа 1865 года под названием Западно-Сибирский военный округ. В его состав вошли территории Тобольской и Томской губерний и Акмолинской и Семипалатинской областей. Штаб-квартира округа располагалась в Омске. В 1882 округ был переименован в Омский военный округ с присоединением к нему Семиреченской области.
В 1899 году округ вновь получил название Сибирский, к нему была присоединена территория упразднённого Иркутского военного округа, Семиреченская область была передана Туркестанскому военном округу. С восстановлением в 1906 году Иркутского военного округа Сибирский военный округ был вновь переименован в Омский и восстановлен в прежних территориальных пределах. Командующий войсками округа одновременно занимал посты Степного (до 1882 года — Западно-Сибирского) генерал-губернатора и наказного атамана Сибирского казачьего войска.

### СибВО в СССР
К концу 1919 года в ходе Гражданской войны территорию Западной Сибири заняли наступающие войска Восточного фронта «красных». Приказом Сибирского революционного комитета от 3 декабря 1919 года был образован Омский военный округ Красной армии, однако уже 24 декабря 1919 года постановлением Реввоенсовета 5-й армии округ переименовывается в Сибирский военный округ, а 25 января 1920 года — в Западно-Сибирский. Первоначально включал территории Алтайской, Омской, Тобольской, Томской, Челябинской м Семипалатинской губерний.
Во время Гражданской войны на территории Западно-Сибирского военного округа была сформирована и отправлена на Западный фронт 1-я отдельная добровольческая Западно-Сибирская стрелковая бригада
Штаб округа находился в Омске. В декабре 1920 года штаб Западно-Сибирского военного округа был объединён со штабом Помглавкома Вооружёнными силами Республики по Сибири.
Приказом Реввоенсовета Республики от 8 мая 1922 штаб помглавкома переформирован в штаб войск Сибири с дислокацией в Новониколаевске, а также был восстановлен Западно-Сибирский военный округ. Штаб изначально находился в Омске, но уже в августе 1921 года передислоцирован в Новониколаевск. В округ вошли территории Пермской, Екатеринбургской, Челябинской, Тобольской, Омской, Алтайской, Новониколаевской и Томской губерний. В первые годы после Гражданской войны войска округа вели активные боевые действия против крестьянских мятежей (Западно-Сибирское восстание (1921—1922)) и получившего большой размах уголовного бандитизма.
В январе 1923 года в состав округа вошла территория упразднённого Восточно-Сибирского военного округа, а в мае того же года Пермская, Екатеринбургская, Челябинская и Тобольская губернии переданы Приволжскому военному округу. Приказом Реввоенсовета от 24 июня 1924 Западно-Сибирский военный округ переименован в Сибирский военный округ с подчинением ему войск и военных учреждений, расположенных на огромной территории за Уралом: вся Сибирь и Дальний Восток. С обострением обстановки на советско-китайской границе, где назревал конфликт на КВЖД, несколько дивизий округа были переброшены в этот район. Там 6 августа 1929 года ряд частей и соединений Сибирского военного округа был включён в состав Отдельной Дальневосточной армии. С 1930 года после реформы укрупнения объектов административно-территориального деления территория округа совпадала с границами Западно-Сибирского края; с 1935 года в округ был также включён новообразованный Красноярский край. В том же году территория округа была ещё раз сокращена: из него был выделен Забайкальский военный округ.
В 1941 году в состав Сибирского военного округа входили Алтайский и Красноярский края, Новосибирская и Омская области. С началом Великой Отечественной войны из войск Сибирского военного округа была сформирована и отправлена на фронт 24-я армия в составе 6 стрелковых дивизий, причём половина из них стали гвардейскими (5-й, 17-й и 18-й), что говорит о доблести воинов-сибиряков, проявленной в тяжёлый начальный период войны. К ноябрю 1941 года были сформированы и отправлены на фронт 58-я и 59-я армии в составе 12 стрелковых и трёх кавалерийских дивизий, затем был сформирован 6-й Сибирский добровольческий корпус. Всю войну на территории округа постоянно формировались маршевые роты для пополнения частей действующей армии, в их рядах на фронт из округа было направлено свыше 0,5 млн бойцов.
В 1944 году к округу была присоединена территория Тувинской Народной Республики, вошедшей в состав СССР, а армия республики была переформирована в 7-й Тувинский отдельный кавалерийский полк РККА.
Приказом Народного комиссара обороны СССР от 9 июля 1945 года Сибирский военный округ переименован в Западно-Сибирский, при этом территория Красноярского края и Тувинской автономной области были переданы вновь образованному Восточно-Сибирскому военному округу, в составе которого находились до апреля 1953 года. В 1956 году Западно-Сибирский военный округ вновь переименован в Сибирский военный округ. В состав округа вошли территории Алтайского и Красноярского краёв, Кемеровской, Новосибирской, Омской, Томской и Тюменской областей, Тувинской АССР.
В 1968 году Сибирский военный округ был награждён орденом Красного Знамени.
К 1990 году включал Новосибирскую, Омскую, Тюменскую, Томскую, Кемеровскую области, Алтайский и Красноярский края, Тувинскую АССР.
В советское время датой основания Сибирского военного округа считался 3 декабря 1919 года, однако приказом министра обороны Российской Федерации № 544 от 26 ноября 1993 года была восстановлена историческая дата его образования — 6 августа 1865 года.

### СибВО в Российской Федерации
В июле 1992 года из состава округа исключена территория Тюменской области (включая Ханты-Мансийский автономный округ и Ямало-Ненецкий автономный округ), которая была передана в Уральский военный округ.
В соответствии с указом Президента РФ № 900 от 27 июля 1998 года и приказом Министра обороны РФ № 048 от 11 августа 1998 года на территории Сибирского и Забайкальского военных округов был образован новый, который, являясь преемником Забайкальского, получил название Сибирский военный округ . Реально начал свою деятельность в новом составе с 1 декабря 1998 года. Преемницей старого Сибирского военного округа стала 41-я армия, входящая в состав нового Сибирского военного округа. Территория округа увеличилась за счет передачи в состав округа территорий Иркутской и Читинской областей, Республики Бурятия. При этом территория Республики Саха (Якутия) была передана в состав Дальневосточного военного округа. Штаб округа — в Чите.
1 декабря 2010 года СибВО был расформирован в соответствии с указом Президента РФ от 20 сентября 2010 года «О военно-административном делении Российской Федерации». Большая часть входивших в состав Сибирского военного округа субъектов федерации вошла в состав новообразованного Центрального военного округа за исключением Бурятии и Забайкальского края, включённых в территорию нового Восточного военного округа.

## Состав войск округа в конце 1980-х гг

### Сухопутные войска
На его территории дислоцировался 33-й армейский корпус (3 мотострелковые дивизии), 3 отдельные мотострелковые дивизии, соединения центрального и окружного подчинения. Воздушное прикрытие осуществляла 14-я армия ПВО.
В состав соединений входили:
- Управление командующего, штаб и 373-й отдельный батальон охраны и обеспечения штаба (г. Новосибирск)
- 85-я мотострелковая Ленинградско-Павловская Краснознамённая дивизия (Новосибирск);
- 242-я мотострелковая дивизия (г. Абакан)[α]
- 74-я мотострелковая дивизия кадра (г. Железногорск);
- 95-я мотострелковая дивизия кадра (п. Степной);
- 190-я мотострелковая дивизия кадра (г. Бердск);
- 218-я мотострелковая дивизия кадра (г. Бийск);
- 227-я мотострелковая дивизия кадра (п. Светлый);
- 261-я мотострелковая дивизия кадра (п. Степной);
- 67-я запасная танковая дивизия кадра[β] (п. Шилово);
- 68-я запасная танковая дивизия кадра (с. Топчиха);
- 71-я запасная танковая дивизия кадра (г. Омск);
- 84-я артиллерийская запасная дивизия (с. Таскино);
- 241-я дивизия охраны тыла кадра (г. Новосибирск).
- 37-я отдельная смешанная авиационная эскадрилья (г. Обь)
- 67-я отдельная бригада специального назначения (г. Бердск)
- 130-я отдельная десантно-штурмовая бригада кадра (г. Абакан)
- 485-й отдельный мотострелковый полк (с. Акташ)
- 520-я пушечная артиллерийская бригада (г. Красноярск)
- 351-я артиллерийская бригада большой мощности (с. Шилово);
- 6-я гвардейская ракетная бригада (с. Таскино)
- 172-я радиотехническая бригада ОсНаз (г. Бийск);
- 314-й отдельный радиотехнический полк (г. Красноярск);
- 11-я бригада химической защиты (с. Топчиха);
- 40-я бригада химической защиты (с. Поспелиха);
- 51-я бригада материального обеспечения (г. Барнаул);
- 121-я бригада материального обеспечения (п. Шилово);
- 103-я отдельная бригада связи (с. Ягуново);
- 135-я отдельная Таллинская ордена Красной звезды бригада связи (п. Коченёво);
- 233-й полк РЭБ (п. Шилово);
- 250-я трубопроводная бригада (п. Камарчага);
- 12-я автомобильная бригада (п. Мочище)
- 48-я автомобильная бригада (г. Бийск);
- 309-й понтонно-мостовой полк (п. Мочище);
- 587-й отдельный понтонно-мостовой батальон (г. Ачинск);
- 430-й отдельный инженерно-сапёрный батальон (п. Поспелиха);
- 247-й отдельный радиотехнический батальон (с. Таскино);
- 1310-й отдельный батальон тропосферной связи (г. Кызыл);
- 84-й отдельный ремонтно-восстановительный батальон комплексного ремонта (п. Шилово);
- 1168-й отдельный ракетный дивизион (с. Пашино);
- Отдельный автомобильный батальон тяжёлых машин (г. Абакан);
- 465-й окружной учебный центр (г. Омск);

33-й армейский корпус
- Управление командующего, штаб (г. Кемерово);
- Соединения и части корпусного подчинения;
- 13-я мотострелковая дивизия (г. Бийск)[γ];
- 62-я мотострелковая дивизия (с. Итатка)[δ];
- 167-я мотострелковая дивизия кадра (г. Бийск)[ε].

Пока не началась переброска в 1989—1990 гг. техники и вооружения из Европы в рамках готовившегося к подписанию ДОВСЕ, в Сибири имелось примерно 80 тыс. военнослужащих и около 2 тыс. танков; 3,5 тыс. броневых машин; 22 тыс. орудий. Такое большое количество техники против относительно небольшого численного состава военнослужащих объясняется тем, что округ, как и во все годы существования Российского государства, являлся источником мобилизационных резервов.

### ВВС и ПВО
В 80-х годах своих ВВС округ не имел, за исключением отдельных эскадрилий и 3-х учебных авиаполков Барнаульского лётного училища.
Войска ПВО округа состояли из 14-й Краснознамённой армии ПВО (штаб г. Новосибирск):
- 38-й корпус ПВО (г. Новосибирск);
- 39-й корпус ПВО (г. Иркутск);
- 22-я дивизия ПВО (г. Норильск).

### РВСН
33-я гвардейская ракетная Бериславско-Хинганская дважды Краснознамённая, ордена Суворова армия:
- 23-я гвардейская ракетная Орловско-Берлинская ордена Ленина, Краснознамённая дивизия;
- 36-я гвардейская ракетная Венская Краснознамённая дивизия;
- 39-я гвардейская ракетная Глуховская ордена Ленина, Краснознамённая, орденов Суворова, Кутузова и Богдана Хмельницкого дивизия;
- 41-я гвардейская ракетная Львовско-Берлинская орденов Кутузова и Богдана Хмельницкого дивизия;
- 35-я ракетная Краснознамённая, орденов Кутузова и Александра Невского дивизия;
- 62-я ракетная Ужурская Краснознамённая дивизия имени 60-летия СССР.

## Состав войск округа в 1990-е гг
В начале 1990-х гг. состав войск округа претерпел существенные изменения.
Так, управление 33-го армейского корпуса было расформировано в 1991 г., а на его место прибыл штаб 28-го армейского корпуса(в/ч 21078) из Центральной группы войск (управление корпуса просуществовало до 1998 г.). 13-я, 62-я, 242-я мотострелковые дивизии переформированы соответственно в 5349-ю, 5352-ю (при этом база хранения передислоцирована в Омск, где в 1994 г. расформирована) и 5350-ю БХВТ, 56-я — в 465-й окружной учебный центр (впоследствии расформирован), а 74-я дивизия расформирована.
На место расформированных частей из Восточной Европы были выведены 94-я гвардейская мотострелковая Звенигородско-Берлинская, ордена Суворова дивизия (г. Юрга Кемеровской обл.) и 21-я мотострелковая Таганрогская Краснознамённая, ордена Суворова дивизия (размещена под Омском), переформированные соответственно в 74-ю гвардейскую и 180-ю мотострелковые бригады (последняя в 1997 г. переформирована в 139-ю БХВТ). В 1993 г. на основе частей выведенной из ОдВО 98-й воздушно-десантной дивизии в округе сформирована 100-я отдельная гвардейская воздушно-десантная бригада (Абакан). Из СЗГВ в г. Омск передислоцирован 242-й учебный центр ВДВ, свернутый по численности до уровня бригады.
Основу войск округа на середину 1990-х гг. составили следующие соединения и части:
- 85-я мотострелковая Ленинградско-Павловская Краснознамённая дивизия (Новосибирск)
- 74-я отдельная гвардейская мотострелковая Звенигородско-Берлинская, ордена Суворова бригада (Юрга);
- 67-я отдельная бригада специального назначения (Бердск);
- 120-я гвардейская артиллерийская Сталинградская Краснознамённая, ордена Суворова бригада (Красноярск);
- 351-я артиллерийская бригада (Шилово);
- 256-я артиллерийская бригада (Юрга);
- 61-я зенитная ракетная бригада (Бийск);
- 43-й отдельный инженерно-сапёрный полк (Поспелиха);
- 337-й отдельный вертолётный полк (Бердск);

 Базы хранения военной техники 
- 5350-я БХВТ (Абакан);
- 5349-я БХВТ (Бийск);
- 139-я БХВТ (Омск)

Численность вооружений на 1995 г. (без учёта складированной техники, выведенной из европейской части страны) оценивалась в 2000 танков, 3500 единиц бронетехники, 2200 орудий и минометов.
После присоединения в 1998 г. к округу Забайкальского военного округа, штаб округа перемещен в г. Чита, а управление СибВО переформировано в управление 41-й общевойсковой армии, в подчинении которой остались все общевойсковые части, дислоцированные ранее в СибВО.
Объединённому СибВО также перешли в подчинение 36-я общевойсковая армия (штаб — г. Борзя, Читинская обл.), в составе:
- 2-я гвардейская танковая дивизия (ст. Мирная, Читинская обл.) (до объединения дивизия подчинялась штабу ЗабВО; дивизия расформирована в 2001 г.);
- 131-я гвардейская пулемётно-артиллерийская дивизия (н.п. Ясная, Читинская обл.) (в 2001 г. дивизия вновь стала мотострелковой);
- 168-я отдельная мотострелковая бригада[ζ] (Борзя);
- частей армейского подчинения,

а также 57-й армейский корпус (штаб — г. Улан-Удэ) (в 2003—2007 гг. на основе корпуса развертывалась 29-я общевойсковая армия), в составе:
- 5-я гвардейская танковая Краснознамённая Донская казачья, Будапештская дивизия (Кяхта);
- 11-й десантно-штурмовой бригады (Улан-Удэ);
- частей корпусного подчинения.

Кроме того, ранее дислоцировавшаяся в Даурии Читинской области 122-я пулемётно-артиллерийская дивизия в 2001 г. переформирована в мотострелковую и в марте 2003 г. была передислоцирована в г. Алейск (Алтайский край), где подчинена штабу 41-й армии.
На вооружении войск округа и на базах хранения в указанный период числилось свыше 4000 танков, 6000 боевых бронированных машин, 4300 артиллерийских установок, 35 боевых вертолётов.

## Состояние на момент расформирования в 2010 году

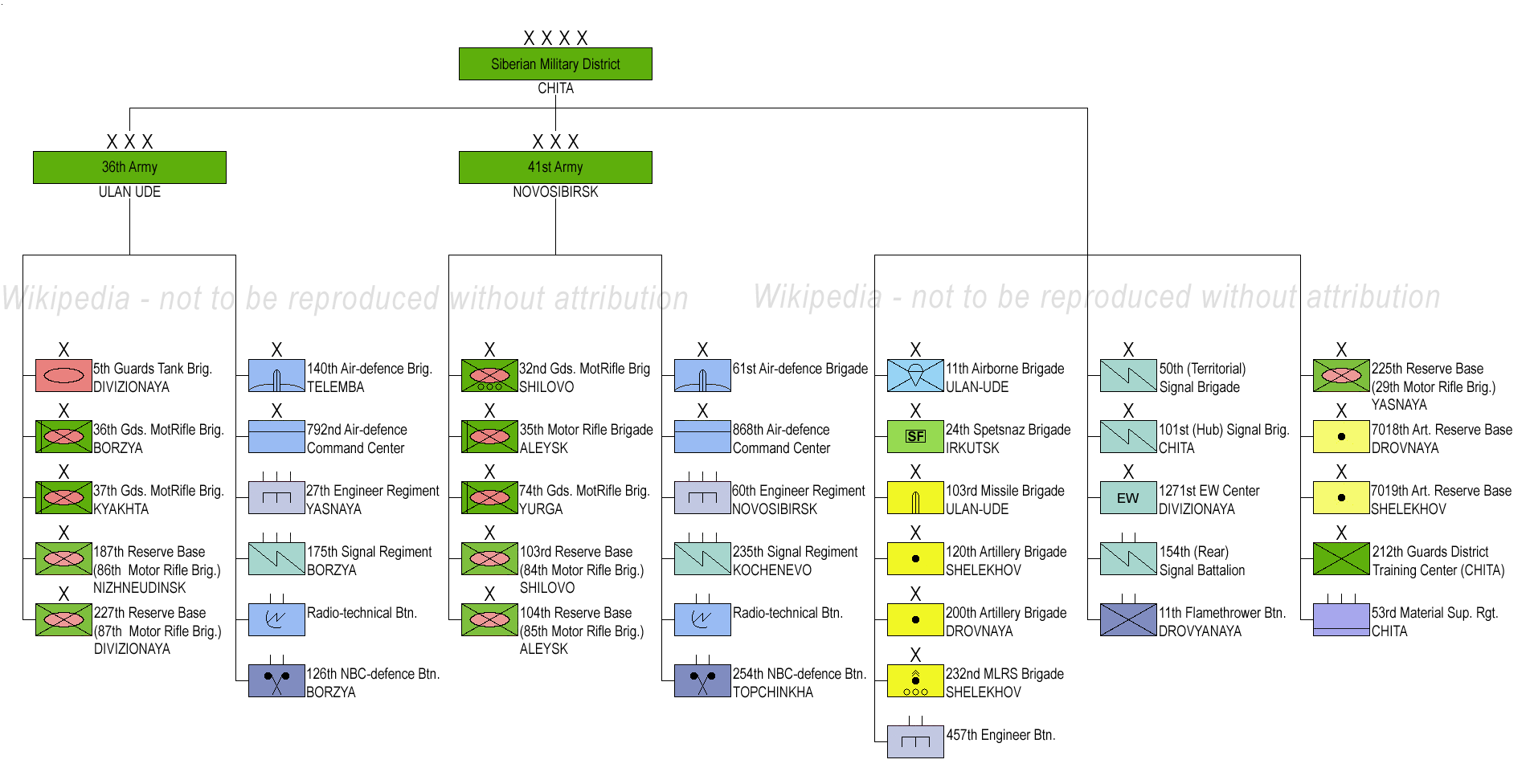
Состав СибВО перед расформированием в 2010 году.

На начало 2010 года СибВО включал в себя территории 12 субъектов Российской Федерации и занимал почти 30 % территории России, в том числе:
- 4 республики (Республика Алтай, Бурятия, Тыва, Хакасия);
- 3 края (Алтайский, Красноярский, Забайкальский);
- 5 областей (Иркутская, Кемеровская, Новосибирская, Омская, Томская).

Общая площадь ВО 5114,8 тыс. км². В этих регионах тогда проживало свыше 20,5 млн человек, или 14,3 % населения России, находилось более 4400 населённых пунктов.
Протяжённость округа с севера на юг — 3566 км, с запада на восток — 3420 км. Примыкает на юге к государственной границе России с Китаем (1255 км), Монголией (3316 км), Казахстаном (2697 км). Округ граничил на западе с Приволжско-Уральским ВО, на востоке — с Дальневосточным ВО. Северную границу округа составляло побережье Северного Ледовитого океана.
В 2010 году на территории округа дислоцировались управления 36-й (штаб в г. Борзя) и 41-й (штаб в Новосибирске) общевойсковых армий, в состав которых входили 32-я, 35-я, 36-я, 37-я, 74-я мотострелковые и 5-я танковая бригады, 24-я бригада специального назначения, 103-я ракетная бригада с ТРК «Точка», 61-я и 140-я зенитные ракетные, 232-я реактивная артиллерийская бригада, 120-я гвардейская артиллерийская бригада, отдельные вертолётные полки и другие части. Помимо того, на территории округа были расположены 11-я отдельная гвардейская десантно-штурмовая бригада (Улан-Удэ), 14-я армия ВВС и ПВО, базы хранения вооружения и техники, 212-й окружной учебный центр, 33-я гвардейская ракетная армия и другие части центрального и окружного подчинения.

## Командующие войсками округа (Российская империя)

### Западно-Сибирский военный округ
- август 1865 — октябрь 1865 — генерал от инфантерии А. О. Дюгамель
- октябрь 1866 — декабрь 1874 — генерал от инфантерии А. П. Хрущёв
- январь 1875 — февраль 1881 — генерал от инфантерии Н. Г. Казнаков
- февраль 1881 — май 1882 — генерал-лейтенант Г. В. Мещеринов

### Сибирский военный округ
- 24.10.1889-11.07.1900 — генерал-лейтенант (с 30.08.1890 — генерал от кавалерии) барон М. А. Таубе
- 12 июля 1900-13 апреля 1901 — ВрИД, генерал-лейтенант А. Ф. Карпов
- 14 апреля 1901-24 апреля 1906 — генерал-лейтенант Н. Н. Сухотин

Начальники штаба
- июнь 1906 — февраль 1900 — генерал-лейтенант Н. П. Зарубаев
- март 1900 — январь 1902 — генерал-лейтенант П. Е. фон Эссен
- март 1902 — январь 1903 — генерал-майор М. Я. Романов
- январь 1903 — май 1904 — генерал-майор С. К. Гершельман
- май 1904 — март 1906 — генерал-майор Н. П. Бобырев

## Командование Западно-Сибирского и Сибирского ВО (1919—2010)

### Окрвоенкомы и военные руководители
Окрвоенкомы
- декабрь 1919 — январь 1920 — М. О. Шипов
- январь 1919 — декабрь 1920 — И. Л. Коган

Военные руководители
- декабрь 1919 — январь 1920 — П. С. Максимович
- январь — февраль 1920 — В. А. Ольдерогге
- март — октябрь 1920 — А. Н. Де Лазари

Начальники штаба
- декабрь 1919 — февраль 1920 — А. Н. Лаврентьев
- февраль — март 1920 — А. Н. Де Лазари
- март — декабрь 1920 — П. А. Иванов

### Командующие войсками военного округа[15]
- май 1922 — январь 1923 — С. В. Мрачковский,
- январь — ноябрь 1923 — Н. Н. Петин,
- ноябрь 1923 — август 1924 — Я. П. Гайлит,
- август 1924 — февраль 1925 — Р. П. Эйдеман,
- февраль — ноябрь 1925 — М. М. Лашевич,
- ноябрь 1925 — ноябрь 1928 — Н. Н. Петин,
- ноябрь 1928 — январь 1930 — Н. В. Куйбышев,
- январь 1930 — декабрь 1933 — М. К. Левандовский,
- декабрь 1933 — май 1937 — комкор (с 1935) Я. П. Гайлит,
- май — июнь 1937 — командарм 2 ранга П. Е. Дыбенко,
- 13 июня 1937 — 02 июня 1938 — комкор М. А. Антонюк,
- 15 июля 1938 — 28 июня 1941 — комкор, с 06.1940 генерал-лейтенант С. А. Калинин,
- январь 1942 — апрель 1944 — генерал-лейтенант Н. В. Медведев (с июля 1941 врид командующего), 29.06.1941 — 03.05.1944
- апрель 1944 — октябрь 1946 — генерал-лейтенант В. Н. Курдюмов,
- 25 октября 1946 — ноябрь 1953 — генерал армии А. И. Ерёменко,
- ноябрь 1953 — июнь 1957 — генерал-полковник Н. П. Пухов,
- июль 1957 — май 1960 — генерал-полковник П. К. Кошевой ,
- май 1960 — ноябрь 1964 — генерал-полковник Г. В. Бакланов,
- ноябрь 1964 — апрель 1968 — генерал-полковник С. П. Иванов,
- апрель 1968 — май 1969 — генерал-полковник В. Ф. Толубко,
- май 1969 — январь 1979 — генерал-полковник М. Г. Хомуло,
- январь 1979 — октябрь 1981 — генерал-полковник Б. В. Снетков,
- ноябрь 1981 — сентябрь 1984 — генерал-полковник Н. И. Попов,
- сентябрь 1984 — февраль 1986 — генерал-полковник В. А. Востров,
- февраль 1986 — август 1987 — генерал-лейтенант, с 10.1986 генерал-полковник Н. В. Калинин,
- август 1987 — август 1991 — генерал-лейтенант, с 02.1988 генерал-полковник Б. Е. Пьянков,
- август 1991 — июнь 1997 — генерал-лейтенант, с 11.1991 генерал-полковник В. А. Копылов,
- июнь 1997 — ноябрь 1998 — генерал-полковник Г. П. Касперович,
- декабрь 1998 — март 2001 — генерал-полковник Н. В. Кормильцев,
- май 2001 — декабрь 2002 — генерал-полковник В. А. Болдырев,
- декабрь 2002 — апрель 2007 — генерал-полковник, с 2005 генерал армии Н. Е. Макаров,
- апрель 2007 — январь 2010 — генерал-полковник А. Н. Постников,
- 2010, январь—июнь — генерал-лейтенант В. В. Чиркин,
- с июня 2010 — до расформирования — полковник Тенянко Сергей Григорьевич.

### Члены Военного Совета
- июнь — ноябрь 1922 — В. И. Мутных,
- январь — февраль 1923 — Берман,
- февраль 1923 — март 1924 — С. Н. Кожевников,
- февраль 1924 — март 1924 — И. Н. Перепечко (второй член Военного совета),
- июль 1924 — декабрь 1925 — Л. С. Сонкин,
- декабрь 1925 — июнь 1926 — М. С. Дуганов,
- июнь 1926 — июль 1928 — С. Н. Кожевников,
- июль — октябрь 1928 — М. М. Ланда,
- июль 1928 — октябрь 1930 — А. И. Мезис,
- ноябрь 1930 — июнь 1932 — Н. Н. Кузьмин,
- июнь 1932 — сентябрь 1933 — В. Н. Колотилов[16],
- сентябрь 1933 — май 1937 — корпусной комиссар (с 1935) А. П. Прокофьев,
- май — июль 1937 — корпусной комиссар Г. Г. Ястребов,
- август — декабрь 1937 — дивизионный комиссар Н. А. Юнг,
- декабрь 1937 — февраль 1941 — корпусной комиссар П. К. Смирнов,
- февраль — июнь 1941 — дивизионный комиссар Н. И. Иванов,
- июнь — август 1941 — бригадный комиссар Г. Н. Захарычев,
- август 1941 — апрель 1942 — бригадный комиссар П. В. Кузьмин,
- апрель 1942 — август 1946 — корпусной комиссар, с декабря 1942 генерал-майор А. Ф. Колобяков,
- октябрь 1946 — сентябрь 1947 — генерал-лейтенант Н. А. Истомин,
- сентябрь 1947 — июль 1950 — генерал-майор П. К. Батраков,
- июль 1950 — июнь 1953 — генерал-майор П. В. Севастьянов,
- июнь 1953 — сентябрь 1957 — генерал-лейтенант В. И. Уранов,
- сентябрь 1957 — август 1961 — генерал-майор, с февраля 1958 генерал-лейтенант К. И. Филяшкин,
- сентябрь 1961 — май 1964 — генерал-майор Г. П. Якимов,
- май 1964 — август 1971 — генерал-лейтенант И. В. Бойченко,
- август 1971 — сентябрь 1978 — генерал-майор И. С. Лыков,
- сентябрь 1978 — февраль 1982 — генерал-майор, с апреля 1979 генерал-лейтенант Н. Ф. Кизюн,
- февраль 1982 — декабрь 1982 — генерал-лейтенант В. Г. Самойленко,
- декабрь 1985 — март 1988 — генерал-майор, с мая 1987 генерал-лейтенант А. И. Овчинников,
- март 1988 — март 1991 — генерал-лейтенант Е. В. Микульчик,
- март — май 1991 — генерал-майор О. И. Ильин.

### Начальники штаба военного округа
- июнь — сентябрь 1924 — М. В. Молкочанов,
- сентябрь 1924 — май 1930 — И. Х. Паука,
- июнь 1930 — май 1932 — В. Н. Соколов,
- май 1932 — январь 1935 — М. С. Серпокрылов,
- январь 1935 — декабрь 1937 — комдив (с 1935) И. З. Зиновьев,
- январь 1938 — декабрь 1939 — комкор М. Ф. Лукин,
- январь 1940 — июль 1941 — полковник, с июня 1940 генерал-майор П. Е. Глинский,
- июль 1941 — октябрь 1944 — полковник, с октября 1942 генерал-майор А. А. Помощников,
- ноябрь 1944 — май 1946 — генерал-майор А. А. Забалуев,
- май 1946 — июнь 1950 — генерал-лейтенант А. Г. Батюня,
- июнь 1950 — ноябрь 1953 — генерал-лейтенант А. В. Петрушевский,
- ноябрь 1953 — август 1956 — генерал-лейтенант С. М. Штеменко,
- ноябрь 1956 — январь 1957 — генерал-лейтенант И. В. Тутаринов,
- январь 1957 — сентябрь 1960 — генерал-лейтенант Г. И. Шанин,
- сентябрь 1960 — март 1963 — генерал-майор Н. А. Воливахин,
- март 1963 — ноябрь 1964 — генерал-полковник С. П. Иванов,
- ноябрь 1964 — июль 1968 — генерал-лейтенант А. Н. Коломинов
- июль 1968 — июль 1969 — генерал-майор К. К. Пашук,
- июль 1969 — июль 1973 — генерал-майор, с ноября 1971 генерал-лейтенант А. М. Колесников,
- июль 1973 — сентябрь 1974 — генерал-майор танковых войск С. А. Стычинский,
- сентябрь 1974 — август 1977 — генерал-лейтенант Г. А. Морозов,
- август 1977 — июль 1982 — генерал-лейтенант Ю. А. Хворостьянов,
- июль 1982 — март 1985 — генерал-лейтенант Ю. В. Петров,
- март 1985 — февраль 1987 — генерал-майор, с мая 1986 генерал-лейтенант В. П. Ковалёв,
- февраль 1987 — июнь 1988 — генерал-лейтенант М. П. Колесников,
- июнь 1988 — ноябрь 1989 — генерал-майор Ю. Г. Шебриков,
- ноябрь 1989 — июнь 1996 — генерал-майор, с ноября 1991 генерал-лейтенант В. А. Кичатов,
- июнь 1996 — ноябрь 1997 — генерал-лейтенант Е. Н. Малахов,
- ноябрь 1997 — ноябрь 1998 — генерал-лейтенант А. С. Морозов,
- декабрь 1998 — май 2001 — генерал-полковник В. А. Болдырев,
- май 2001 — январь 2005 — генерал-лейтенант В. Ю. Бакин,
- январь 2005 — декабрь 2006 — генерал-полковник Н. Ф. Ткачёв,
- декабрь 2006 — апрель 2007 — генерал-полковник А. Н. Постников,
- июль 2007 — декабрь 2008 — генерал-лейтенант А. В. Бахин,
- декабрь 2008 — январь 2010 — генерал-лейтенант А. В. Галкин.

### Первые заместители командующего войсками округа
- октябрь 1945 — май 1949 — генерал-лейтенант А. Н. Астанин,
- июнь 1954 — ноябрь 1956 — генерал-лейтенант И. М. Афонин,
- ноябрь 1956 — январь 1960 — генерал-лейтенант М. Н. Завадовский,
- май 1960 — июнь 1964 — генерал-лейтенант танковых войск, с февраля 1963 генерал-полковник танковых войск В. С. Архипов ,
- 1964 — декабрь 1969 — генерал-лейтенант И. А. Толконюк,
- декабрь 1969 — январь 1971 — генерал-полковник М. Н. Фроленков,
- январь 1973—1976 — генерал-лейтенант Г. И. Демидков,
- 1980—1982 — генерал-лейтенант И. А. Толконюк,
- 1982 — сентябрь 1984 — генерал-лейтенант И. П. Волхонский,
- сентябрь 1984—1986 — генерал-лейтенант Б. И. Ткач,
- 1986—1987 — генерал-майор Б. В. Крылов,
- 1987—1988 — генерал-майор, с апреля 1988 генерал-лейтенант Б. М. Дембовский,
- 1988—1990 — генерал-майор В. Б. Катанаев,
- 1990—1993 — генерал-майор, с октября 1990 генерал-лейтенант А. Н. Майоров.

### Заместители командующего войсками округа по тылу, вооружению, ГО
- 2003—2008 Шумаков, Валерий Александрович — начальник тыла округа - заместитель командующего СибВО по тылу.